# 申恩顺
申恩顺（朝鮮語：신인섭，1989年6月1日—）是韩国足球运动员，司職进攻中场，现效力于K联赛球會釜山I'Park。

## 生平

### 早年生活
申恩顺在7岁举家迁往英国时第一次接触到足球，五年后归国。

### 俱乐部生涯

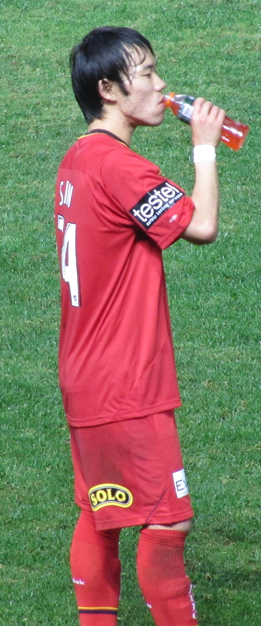
效力阿德莱德联时季前赛中的申恩顺

他的足球职业生涯开始于水晶宫足球俱乐部青年队给他的五个月的试训机会。
他在2009年6月16日前赴阿德莱德联進行試訓，在与南澳大利亚超级联赛阿德莱德掠夺者的友谊赛中首次登场。当月26日申恩顺再次在友谊赛中首發登场，对手是當季澳超联赛的對手之一的珀斯光荣。3天后他与阿德莱德联签订首份職業合约，此前他效力建国大学在韩国大学联赛參賽。
申恩顺本计划在8月7日新赛季第一场比赛便亮相，但由于他的国际转会证明尚未被批而未能如愿，直到2009年8月11日，澳大利亚足球联盟才收到申恩顺的国际转会证明，并在09-10赛季第二轮正式注册其为澳超球员。
申恩顺澳超的正式首秀是2009年8月16日阿德莱德联对阵悉尼时被替换上场。2009年9月18日对阵墨尔本胜利时他打进了他在澳超青年联赛的第一枚进球 .
2010年12月，阿德莱德联决定不再与其续约，申恩顺返回韩国参加K联赛选秀，并于12月9日被釜山I'Park选中。

### 个人生活
因为曾在英国生活过，申恩顺能说一口流利的英语。在2009年接受澳大利亚报纸采访时申恩顺披露他最喜欢的韩国流行歌手崔辉星，最喜欢收看韩国娱乐节目无限挑战。

## 职业生涯统计
(截至2010年10月24日)
| 俱乐部     | 赛季    | 联赛 | 联赛 | 决赛 | 决赛 | 洲内比赛 | 洲内比赛 | 国际比赛 | 国际比赛 | 总计 | 总计 |
| 俱乐部     | 赛季    | 出场 | 进球 | 出场 | 进球 | 出场     | 进球     | 出场     | 进球     | 出场 | 进球 |
| ---------- | ------- | ---- | ---- | ---- | ---- | -------- | -------- | -------- | -------- | ---- | ---- |
| 阿德莱德联 | 2009–10 | 13   | 0    | 0    | 0    | 0        | 0        | 0        | 0        | 13   | 0    |
| 阿德莱德联 | 2010–11 | 6    | 0    | 0    | 0    | 0        | 0        | 0        | 0        | 6    | 0    |
| Total      | Total   | 19   | 0    | 0    | 0    | 0        | 0        | 0        | 0        | 19   | 0    |